# Валдазо (Фермо)
Валдазо (итал. Valdaso) насеље је у Италији у округу Фермо, региону Марке.
Према процени из 2011. у насељу је живело 785 становника. Насеље се налази на надморској висини од 9 м.